# بطولة أوروبا لألعاب القوى داخل الصالات
بطولة أوروبا لألعاب القوى داخل الصالات هو بطولة ألعاب ألعاب تتنافس فيها المتسابقين من دول أوروبا في كل سنتين وتنظم بإشراف الاتحاد الأوروبي لألعاب القوى، نظمت أول بطولة في سنة 1966 في مدينة فيينا في النمسا بمشاركة 22 دولة و279 رياضي، يتم المنافسة بها في سباقات 60 متر و 400 متر و 800 متر و 1500 متر و 3000 متر و 60 متر حواجز بالإضافة للوثب العالي والوثب بالزانة والوثب الطويل والوثب الثلاثي ورمي الجلة والسباعي للرجل والخماسي للسيدات.